# Sergei Romanowitsch Zarapkin
Sergei Romanowitsch Zarapkin (russisch Сергей Романович Царапкин, wiss. Transliteration Sergej Romanovič Carapkin; * 1892; † 15. Januar 1960) war ein russischer Genetiker und Biologe. Zarapkin war Schüler des Moskauer Populationsgenetikers Sergei Tschetwerikow.

## Leben und Werk
Zarapkin war ein Genetiker mit äußerst guten mathematischen Kenntnissen. Insbesondere hatte er Spezialwissen im Bereich der Statistik, was seinen Mutationsforschungen sehr zugutekam. Nach dem Abschluss seines Biologiestudiums begann Zarapkin am Moskauer Institut für Experimentelle Biologie direkt unter Nikolai Konstantinowitsch Kolzow zu arbeiten. 1926 wurde Zarapkin auf Wunsch von Oskar Vogt nach Deutschland an das Kaiser-Wilhelm-Institut für Hirnforschung in Berlin-Buch entsandt. Er siedelte mit seiner Frau Aleksandra Sergeevna und drei Kindern nach Berlin. Er arbeitete dort mit Helena und Nikolai Timofejew-Ressowski zusammen. Insbesondere die Beziehungen zu Nikolai Timofejew entwickelten sich nicht zum Besten. Zarapkin und andere Mitarbeiter im Labor gaben Timofejew wissenschaftliche Materialien zur Vorstellung auf dem Internationalen Genetiker Kongress 1932 in den Vereinigten Staaten mit. Timofejew stellte die Urheber der Forschungspapiere und der Forschungen offensichtlich nicht korrekt dar. Nach seiner Rückverbringung in die UdSSR 1945 wurde Zarapkin zu zehn Jahren Arbeitslager verurteilt. Er kam in das gleiche Lager wie Nikolai Timofejew-Ressowski. Während Timofejew nach einem Jahr aus dem Lager entlassen wurde und innerhalb des russischen Atomprojektes weiter forschen konnte, wurde Zarapkin zehn Jahre im Lager unter schwierigsten Bedingungen festgehalten. Die Familie Zarapkin zog 1957 nach Rjasan. Zarapkin starb schließlich am 15. Januar 1960 nach einem Herzinfarkt aufgrund seiner durch die Lagerhaft stark angegriffenen Gesundheit.

## Deutschsprachige Veröffentlichungen von S.R. Zarapkin
- Über gerichtete Variabilität bei Coccinelliden. I. Allgemeine Einleitung und Analyse der ersten Pigmentierungsetappe bei Coccinella 10-punctata (1930) V. Die Reihenfolge der Fleckentstehung auf den Elytren der Coccinella 10-punctata (Adalea 10-punctata) in der ontogenetischen Entwicklung (1938) VI. Biometrische Analyse der gerichteten Variabilität
- Über gerichtete Variabilität (1938)
- Zur Analyse der Formvariationen. II. Einige Gesetzmäßigkeiten in der Variabilität der Fleckenform bei Epilachna chrysomelina F. (Coleopt. Coccinellidae.) (1932)
- Über gerichtete Variabilität bei Coccinelliden II. Entwicklung der komplizierten zeichnungsformen bei propylea 14-punctata muls (1930)
- Analyse der genotypisch und durch Außenfaktoren bedingten Größenunterschiede bei Drosophila funebris.
  - I. Genetische Analyse der Körpergröße in einer wilden Population von Drosophila funebris. (1934)
  - II. Verhältnis zwischen Körpergröße und Zellenzahl (1935)
  - III. Dauer der individuellen Entwicklung in der Plus- und Minus-Kultur (1935)
- Über gerichtete Variabilität bei Coccinelliden. (1933)
- Phänoanalyse von einigen Populationen der Epilachna chrysomelina F. (1937)
- Über gerichtete Variabilitat bei Coccinelliden. VI. Biometrische Analyse der gerichteten Variabilität (1938)